# Enkelvoudige bloedsomloop

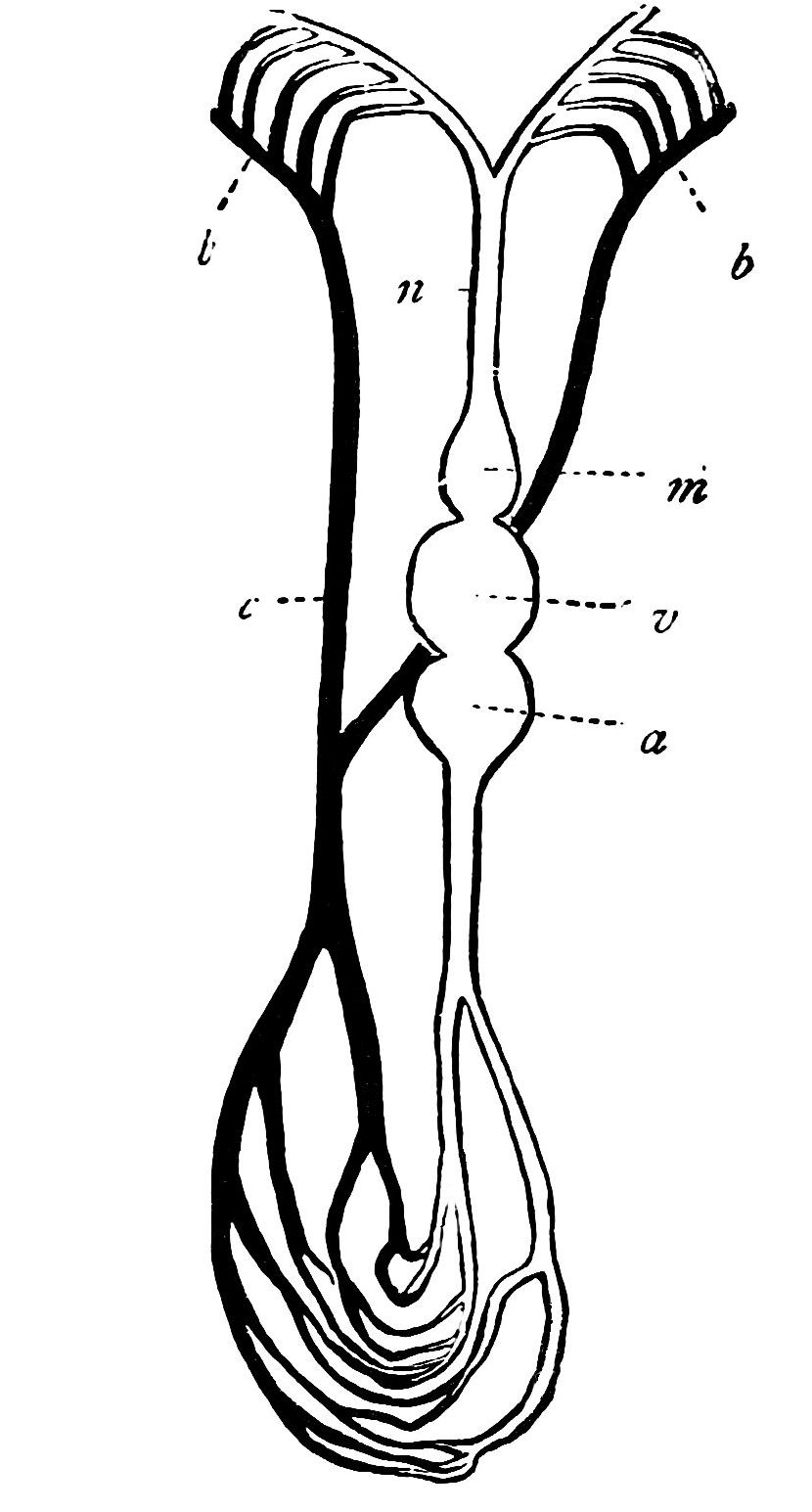
Schema van de bloedsomloop bij de vis

De enkelvoudige bloedsomloop is een type bloedsomloop dat hoofdzakelijk bij vissen voorkomt. Dit wil zeggen dat het bloed slechts één circuit kent. Bij de vis vormt deze bloedsomloop een rechtstreekse verbinding tussen de kieuwen en het weefsel. Het bloed passeert slechts eenmaal langs het hart. Bij dubbele bloedsomlopen is dit niet het geval. Zij bestaan uit een kleine en een grote bloedsomloop, die elk afzonderlijk door het hart stromen. 